# Île Raguenès
Pour les articles homonymes, voir Raguénès.
L'île Raguenès est située dans l'archipel de Bréhat.
Raguenès est un toponyme breton signifiant « île adjacente » (île située près d'une plus grosse île), ou encore 
« en face de l'île ».

## L'île dans l'art
- Le musée des Beaux-Arts de Rennes conserve une Vue de Raguenès, œuvre du peintre Maurice Asselin.